# ديرموت كيلي
ديرموت كيلي (بالإنجليزية: Dermot Kelly)‏ هو لاعب رماية أيرلندي، (ولد في Kilcock ‏ في جمهورية أيرلندا 1917 – 2004 م).

## وصلات خارجية
- ديرموت كيلي على موقع أوليمبيديا (الإنجليزية)